# 王母使者
王母使者是中国上古的怪鸟，记载于唐·段成式《酉阳杂俎·羽篇》。脚是青色，嘴是赤黄色，翅膀素色。

## 参看
中国妖怪列表
1. ↑  唐·段成式《酉阳杂俎·羽篇》：“王母使者。齐郡函山有鸟，足青，嘴赤黄，素翼，绛颡，名王母使者。昔汉武登此山，得玉函，长五寸。帝下山，玉函忽化为白鸟飞去。世传山上有王母药函，常令鸟守之。”